# 天羅万象
天羅万象（てんらばんしょう Tenra Bansho）とは、テーブルトークRPGのタイトル、また、そのシリーズ。著作者及び版権は井上純弌。システムデザインには遠藤卓司がクレジットされている。また、上記二名を含めた「天羅万象制作チーム」で制作していた。
時代劇にサイバーパンクの要素を取り入れた独特の世界観を持つゲームで「ハイパーオリエンタルTRPG」という独自のジャンルを名乗っている。
第二版ルールにあたる『天羅万象・零』についても本項で取り扱う。

## 概略
高度な機械技術と戦国時代の日本文化が混在したSF時代劇な世界「天羅」を舞台とする。
プレイヤーキャラクターは、戦乱が続く天羅世界の中で、強大な力を持ちながらも業と宿命に翻弄される悲しき超人たちを演じることになる。
プレイヤーキャラクターたちのゲームの中での目的は、「モンスターと戦う」や「宝物を見つける」などといったわかりやすいものではなく、「キャラクターの個々の生き様を演じること」という解釈の広いものとなっている。
「生き様を演ずる」ことを主目的にしたゲームなために、キャラクターを格好よく演ずることでそのキャラクターが強くなっていくという、“ロールプレイ評価ルール”がシステムの根幹として組み込まれているのが特徴である。

## システム
判定は6面ダイスを数個振って一定以下の目がいくつ出るかで達成値を決める。
一度の判定で振れるダイスの個数は能力値によって決まり、通常は10個未満であることがほとんどである。しかし、このダイスの数は「気合」と呼ばれるポイントを消費することで瞬間的に増やすことができる。シナリオのクライマックスでは100個近いダイスを一度に振ることさえ珍しい光景ではない。
天羅万象では、「キャラクターの性格」「他人との人間関係」「キャラクターが過去に出会った重要な出来事」などといったのキャラクターの背景設定が「因縁」という形でゲームデータとして表現される。
そして、因縁に従ったロールプレイを行ったとき、GM（もしくは「裁定者」と言われるプレイヤー）がそれを上手なロールプレイだと認定すれば、気合ポイントを得るチャンスが与えられるのだ。
ただし、気合を使うたびに「業」と呼ばれるポイントがたまり、これが108を超えると人間性を失い「修羅」と化す。こうなるとキャラクターはNPCとなり、プレイヤーキャラクターとしてはロストした扱いになる。
気合についてはルール第一版と第二版で扱い方に違いもある。詳細は#シリーズ概略を参照。

## 舞台

### 永遠の戦国「天羅」
ゲームの舞台となるのは「天羅」という名の広大な大陸である。ここは日本の戦国時代をベースにした文化をもつ世界なのだが、神宮家と言われる超越種たちによってナノテクノロジーやサイバネティクスなどのオーバーテクノロジーがもたらされている。
これらのオーバーテクノロジーを受け取るかわりに、各国の大名たちは神宮家を権威として認めることになる。神宮家は基本的には地上の国々に直接的な支配力を持たないが、権威として干渉を行う。その最たるものが「戦乱」を煽ることであり、神宮家はたくみに各国にテクノロジーをばらまき、天羅に終わることのない永遠の戦乱をもたらしているのである。

### 代表的なアーキタイプ
天羅万象では、クラスの代わりにアーキタイプというものを選択（もしくは組み合わせて）プレイヤーキャラクターを作ることになる。
サムライ
力を得るために体内に式神を埋め込んだ改造人間。体内の式神を起動することでサムライ化し一時的に戦闘能力を上昇させることができる。
陰陽師（おんみょうじ）
ナノテクノロジーの使い手。ナノテクの産物である「式神」を使役する。
蟲使い
人間に寄生する生体兵器「蟲」を移植した改造人間。あるいは「蟲」に寄生された者。
ヨロイ
天羅世界におけるロボット兵器。少年少女にしか操縦することができず、それゆえに天羅の戦場は子供たちを戦いに駆り出す陰惨なものとなっている。
金剛機（こんごうき）
ヨロイの中に修羅となった人間の魂を移植した自律型戦闘兵器。完全義体のようなもの。通常は生前の記憶が封印されているが、何かのきっかけで記憶を取り戻すこともある。
オニ
天羅世界の先住民族。被差別民。ヴィジュアル的にはアイヌ民族のオマージュになっている。超能力が使える。ヨロイの動力源となる器官を体内に持つため人間から狙われている。
法師
天羅世界の宗教家。モチーフは仏教。法術が使える。
傀儡（くぐつ）
天羅世界のアンドロイド。大名たちの観賞用（愛玩用）として作られ高価な傀儡を持つことはそれだけで権威とされる。戦国時代の茶器文化のオマージュでもある。戦闘用の傀儡も存在する。
巫女
天羅世界の圧倒的な権威「神宮家（じんぐうけ）」のエージェント。
神宮家は天羅世界（惑星）にはじめにやってきた地球の移民船団のリーダーたちの子孫である。太古の地球の高度なテクノロジーを保持していて、テクノロジーを失った他の入植者の子孫たち（つまり、天羅の一般住人）を支配している。
忍（しのび）
大名などに仕えるエージェント。忍術と呼ばれる特殊な技術を習得しており戦闘力もそれなりに高い。
PLが選択する場合は上忍であることをあらわす「シノビ」となる場合が多い。
機人（きじん）
肉体の一部をからくりに換えた者。安易に人間以上の力を手にすることができるため、機人化を望む者も多い。

## シリーズ概略

### 天羅万象（初代）
1996年にホビージャパンより発売。
発売より数年前からRPGマガジンで世界観を解説する連載が続いていた。
しかし、いざ蓋を開けてみると、初代天羅は今までにないタイプのゲームと注目されたものの、「システムが実験的すぎる」「ゲームプレイが困難」と様々な烙印を押されることになった。
ルールブックが完全版と簡易版の二冊が発売されたことも特徴であった。簡易版はルールブックというよりイラスト集のような構成で、天羅万象の独特の世界観を文章でなく絵で伝えている。
関連書籍
- 天羅万象RPG （基本ルールブック。ボックス版）
- 天羅万象ビジュアルブック （簡易ルールブック。A4版。イラストが豊富で世界観の説明が主だが、プレイヤーに必要なルールとデータは揃っている）
- 天羅万象ソースブック （サプリメント。A4版）
- 天羅万象シナリオ集 吸血姫 （シナリオ集。ボックス版）

### 天羅万象・零
1999年にエンターブレインより発売。
天羅万象の第二版であり、「気合」周りのルールが大幅に改革された。ロールプレイの評価をGMだけでなくプレイヤーもできるようにしたことや、気合ポイントの管理が簡易化されたことなどが特徴で、初代の天羅万象よりもはるかに高速なプレイが実現するようになった。
『零』では良いロールプレイをしたと評価するのはGMだけでなく「裁定者」と呼ばれる人物も可能である。裁定者はプレイヤーが持ち回りで担当し、シナリオの「シーン」が切り替わるたびに別の人に交代される。GMもしくは裁定者が、あるプレイヤーに対して「良いロールプレイをした」と評価すると、そのプレイヤーに対して「合気チット」と呼ばれる厚紙の紙片を渡すことができる。ゲームに参加するプレイヤーはこの合気チットをためていくことがゲームの主目的となる。合気チットはそれだけではほとんど何の役にもたたないが、ストーリー上の節目節目におとずれる「幕間」と呼ばれる特別なシーンにおいて、合気チットをもっているプレイヤーは全員行為判定を行える。その判定の結果と所持している合気チットの枚数により、気合ポイントをどれだけ得られるかが決定される。このようなルールによって、気合ポイントを得るための行為判定でゲームの流れが中断されることをほぼなくすことに成功した。
関連書籍
- 天羅万象・零 （基本ルールブック。B5版）
- 天上天下 （サプリメント）
- 天羅万象・零 仇殺の戦場 （小説。ファミ通文庫）
- 天羅万象・零 スーパーシナリオサポート Vol1〜6 （シナリオ集。B5版）